# Список наград и номинаций мультфильма «Зверополис»
«Зверопо́лис» (англ. Zootopia) — американский анимационный комедийно-приключенческий фильм о друзьях-полицейских 2016 года, созданный студией Walt Disney Pictures и распространяемый компанией Walt Disney Studios Motion Pictures. Режиссёрами выступили Байрон Ховард, Рич Мур и Джаред Буш, а сценаристами сам Джаред Буш и Фил Джонстон на основе идей Буша. В мультфильме приняли участие актёры Джиннифер Гудвин, Джейсон Бейтман, Кэт Суси, Идрис Эльба, Дженни Слейт, Нейт Торренс, Бонни Хант, Дон Лейк, Томми Чонг, Дж. К. Симмонс, Октавия Спенсер, Алан Тьюдик и Шакира. По сюжету, амбициозный кролик-полицейский Джуди Хоппс и хитрый рыжий лис-аферист Ник Уайлд раскрывают заговор, стоящий за таинственным исчезновением хищников из мегаполиса «Зверополис».
Премьера мультфильма «Зверополис» состоялась 16 марта 2016 года в Бельгии на Брюссельском фестивале анимационных фильмов, а 4 марта он был выпущен в прокат в США. Бюджет мультфильма составил 150 млн долларов США, при этом мультфильм собрал $ 1,025 млрд, заняв 4-е место среди самых кассовых фильмов 2016 года. На сайте-агрегаторе рецензий Rotten Tomatoes мультфильм имеет рейтинг одобрения 98 % на основе 297 отзывов со средней оценкой 8,1/10. Сайт-агрегатор Metacritic присвоил мультфильму 78 баллов из 100 на основе 43 отзывов, что соответствует критерию «в целом положительные отзывы».
Мультфильм, его режиссёры и актёры были удостоены множества наград и номинаций. На 89-й церемонии вручения премии «Оскар» мультфильм победил в категории «Лучший анимационный полнометражный фильм». На 44-й церемонии вручения премии «Энни», мультфильм победил в шести категориях из одиннадцати, включая «Лучший анимационный полнометражный фильм» и «Лучшая режиссура в анимационном полнометражном фильме». На 81-церемонии вручения премии «Золотой глобус» мультфильм также одержал победу в категории «Лучший анимационный полнометражный фильм». На 22-й церемонии вручения премии «Выбор критиков» он также победил в данной категории, а также получил множество других наград.

## Награды и номинации
| Награда                                                  | Дата церемонии вручения | Категория                                                                         | Получатель(-и) | Результат    | Источ.        |
| -------------------------------------------------------- | ----------------------- | --------------------------------------------------------------------------------- | --- | ------------ | ------------- |
| «Золотой трейлер»                                        | 4 мая 2016              | «Лучшая оригинальная музыка телевизионного ролика»                                | «Try Everything Voice 3 Days – IMAX» | Номинация    | [ 18 ] [ 19 ] |
| «Золотой трейлер»                                        | 4 мая 2016              | «Самый оригинальный телевизионный ролик»                                          | «Oscar Review» | Победа       | [ 18 ] [ 19 ] |
| «Золотой трейлер»                                        | 4 мая 2016              | «Лучшая театральная реклама бренда перед показом»                                 | «Popcorn Club» | Номинация    | [ 18 ] [ 19 ] |
| «Золотой трейлер»                                        | 6 июня 2017             | «Лучшее радио / аудиоролик»                                                       | «Зверополис» | Номинация    | [ 20 ] [ 21 ] |
| Teen Choice Awards                                       | 31 июля 2016            | «Выбор музыки: Песня из фильма или телешоу»                                       | Шакира (за песню «Try Everything») | Номинация    | [ 22 ]        |
| Награды Голливудского кинофестиваля                      | 6 ноября 2016           | «Голливудская анимационная премия»                                                | «Зверополис» | Победа       | [ 23 ]        |
| Hollywood Music in Media Awards                          | 17 ноября 2016          | «Лучшая оригинальная музыка в анимационном фильме»                                | Майкл Джаккино | Номинация    | [ 24 ]        |
| Hollywood Music in Media Awards                          | 17 ноября 2016          | «Лучшая оригинальная песня в анимационном фильме»                                 | Сиа и Stargate (за песню «Try Everything») | Номинация    | [ 24 ]        |
| Награды Голливудского почтового альянса                  | 17 ноября 2016          | «Выдающийся звук в полнометражном фильме»                                         | Дэвид Флюр, Габриэль Гай и Эддисон Тиг | Номинация    | [ 25 ]        |
| Детская премия Британской академии                       | 20 ноября 2016          | «Художественный фильм»                                                            | «Зверополис» | Победа       | [ 26 ] [ 27 ] |
| Награда сообщества кинокритиков Нью-Йорка                | 1 декабря 2016          | «Лучший анимационный фильм»                                                       | «Зверополис» | Победа       | [ 28 ]        |
| Награды Ассоциации кинокритиков Вашингтона               | 5 декабря 2016          | «Лучший анимационный полнометражный фильм»                                        | «Зверополис» | Номинация    | [ 29 ]        |
| Награды Ассоциации кинокритиков Вашингтона               | 5 декабря 2016          | «Лучшее голосовое исполнение»                                                     | Джейсон Бейтман | Номинация    | [ 29 ]        |
| Награды Ассоциации кинокритиков Вашингтона               | 5 декабря 2016          | «Лучшее голосовое исполнение»                                                     | Джиннифер Гудвин | Номинация    | [ 29 ]        |
| «Выбор критиков»                                         | 11 декабря 2016         | «Лучший анимационный полнометражный фильм»                                        | «Зверополис» | Победа       | [ 30 ]        |
| Награды Общества кинокритиков залива Сан-Франциско       | 11 декабря 2016         | «Лучший анимационный полнометражный фильм»                                        | «Зверополис» | Номинация    | [ 31 ]        |
| Награды Ассоциации кинокритиков Торонто                  | 11 декабря 2016         | «Лучший анимационный фильм»                                                       | «Зверополис» | Победа       | [ 32 ]        |
| Награды Общества кинокритиков Сан-Диего                  | 12 декабря 2016         | «Лучший анимационный фильм»                                                       | «Зверополис» | Номинация    | [ 33 ]        |
| Награды Ассоциации кинокритиков Далласа и Форт-Уэрта     | 13 декабря 2016         | «Лучший анимационный фильм»                                                       | «Зверополис» | Победа       | [ 34 ]        |
| Премия Ассоциации кинокритиков Чикаго                    | 15 декабря 2016         | «Лучший анимационный фильм»                                                       | «Зверополис» | Номинация    | [ 35 ]        |
| Награды Ассоциации кинокритиков Сент-Луиса               | 18 декабря 2016         | «Лучший анимационный фильм»                                                       | «Зверополис» | Победа       | [ 36 ]        |
| Премия Альянса женщин-киножурналистов                    | 21 декабря 2016         | «Лучший анимационный фильм»                                                       | Джаред Буш, Байрон Ховард и Рич Мур | Победа       | [ 37 ]        |
| Премия Альянса женщин-киножурналистов                    | 21 декабря 2016         | «Лучшая анимация женского персонажа»                                              | Джиннифер Гудвин | Победа       | [ 37 ]        |
| Награды кинокритиков Флориды                             | 23 декабря 2016         | «Лучший анимационный фильм»                                                       | «Зверополис» | Второе место | [ 38 ]        |
| Награды Ассоциации кинокритиков Остина                   | 28 декабря 2016         | «Лучший анимационный фильм»                                                       | «Зверополис» | Номинация    | [ 39 ]        |
| Награды Общества онлайн-кинокритиков                     | 3 января 2017           | «Лучший анимационный полнометражный фильм»                                        | «Зверополис» | Номинация    | [ 40 ]        |
| Награды Ассоциации кинокритиков Колумбуса                | 5 января 2017           | «Лучший анимационный полнометражный фильм»                                        | «Зверополис» | Второе место | [ 41 ]        |
| Премия Американского института киноискусства             | 6 января 2017           | «Топ-10 лучших фильмов года»                                                      | «Зверополис» | Победа       | [ 42 ]        |
| Награды Общества кинокритиков Хьюстона                   | 6 января 2017           | «Лучший анимационный полнометражный фильм»                                        | «Зверополис» | Номинация    | [ 43 ]        |
| Киноопрос от Village Voice                               | 6 января 2017           | «Лучший анимационный полнометражный фильм»                                        | «Зверополис» | Третье место | [ 44 ]        |
| «Золотой глобус»                                         | 8 января 2017           | «Лучший анимационный полнометражный фильм»                                        | «Зверополис» | Победа       | [ 45 ]        |
| Награды Ассоциации кинокритиков штата Джорджия           | 13 января 2017          | «Лучший анимационный фильм»                                                       | «Зверополис» | Победа       | [ 39 ]        |
| People’s Choice Awards                                   | 18 января 2017          | «Любимый фильм»                                                                   | «Зверополис» | Номинация    | [ 46 ]        |
| People’s Choice Awards                                   | 18 января 2017          | «Любимый семейный фильм»                                                          | «Зверополис» | Номинация    | [ 46 ]        |
| People’s Choice Awards                                   | 18 января 2017          | «Любимый голос в анимационном фильме»                                             | Джейсон Бейтман | Номинация    | [ 46 ]        |
| People’s Choice Awards                                   | 18 января 2017          | «Любимый голос в анимационном фильме»                                             | Джиннифер Гудвин | Номинация    | [ 46 ]        |
| Премия Американского общества специалистов по кастингу   | 19 января 2017          | «Анимация»                                                                        | Джейми Спарер Робертс | Номинация    | [ 47 ]        |
| Премия Американской ассоциации монтажёров                | 27 января 2017          | «Лучший монтаж анимационного полнометражного фильма»                              | Фабьен Роули и Джереми Милтон | Победа       | [ 48 ]        |
| Премия Гильдии продюсеров США                            | 28 января 2017          | «Лучший анимационный фильм»                                                       | Кларк Спенсер | Победа       | [ 49 ]        |
| «Энни»                                                   | 4 февраля 2017          | «Лучший анимационный полнометражный фильм»                                        | «Зверополис» | Победа       | [ 50 ] [ 51 ] |
| «Энни»                                                   | 4 февраля 2017          | «Выдающиеся достижения в области анимационных эффектов в анимационной постановке» | Донг Джу Бён, Хенрик Фельт, Сэм Клок, Раттанин Сиринаруемарн и Том Викес                                                                                                 | Номинация    | [ 50 ] [ 51 ] |
| «Энни»                                                   | 4 февраля 2017          | «Выдающиеся достижения в области анимации персонажей в полнометражном фильме»     | Дэйв Хардин | Номинация    | [ 50 ] [ 51 ] |
| «Энни»                                                   | 4 февраля 2017          | «Выдающиеся достижения в области анимации персонажей в полнометражном фильме»     | Чад Селлерс | Номинация    | [ 50 ] [ 51 ] |
| «Энни»                                                   | 4 февраля 2017          | «Выдающиеся достижения в области дизайна персонажей в полнометражном фильме»      | Кори Лофтис | Победа       | [ 50 ] [ 51 ] |
| «Энни»                                                   | 4 февраля 2017          | «Лучшая режиссура в анимационном полнометражном фильме»                           | Байрон Ховард и Рич Мур | Победа       | [ 50 ] [ 51 ] |
| «Энни»                                                   | 4 февраля 2017          | «Выдающиеся достижения в области монтажа в полнометражном фильме»                 | Джереми Милтон и Фабьен Роули | Номинация    | [ 50 ] [ 51 ] |
| «Энни»                                                   | 4 февраля 2017          | «Выдающиеся достижения в области дизайна анимационных фильмов»                    | Дэвид Гетц и Маттиас Лехнер | Номинация    | [ 50 ] [ 51 ] |
| «Энни»                                                   | 4 февраля 2017          | «Лучшая раскадровка в анимационном полнометражном фильме»                         | Дин Уэллинз | Победа       | [ 50 ] [ 51 ] |
| «Энни»                                                   | 4 февраля 2017          | «Лучший сценарий в анимационном полнометражном фильме»                            | Джаред Буш и Фил Джонстон | Победа       | [ 50 ] [ 51 ] |
| «Энни»                                                   | 4 февраля 2017          | «Лучшая озвучка в анимационном полнометражном фильме»                             | Джейсон Бейтман | Победа       | [ 50 ] [ 51 ] |
| Премия AARP «Фильмы для взрослых»                        | 6 февраля 2017          | «Лучший фильм для взрослых, которые отказываются взрослеть»                       | «Зверополис» | Номинация    | [ 52 ]        |
| Награды Общества специалистов по визуальным эффектам     | 7 февраля 2017          | «Выдающаяся анимация в анимационном полнометражном фильме»                        | Дэвид Гетц, Скотт Керсавидж, Эрнест Дж. Петти и Брэдфорд С. Саймонсен | Номинация    | [ 53 ]        |
| Награды Общества специалистов по визуальным эффектам     | 7 февраля 2017          | «Выдающиеся эффекты моделирования в анимационном фильме»                          | Николас Буркард, Мо Эль-Али, Клаудия Чунг Сании и Том Викс | Номинация    | [ 53 ]        |
| Награды Ассоциации афроамериканских кинокритиков         | 8 февраля 2017          | «Лучший анимационный фильм»                                                       | «Зверополис» | Победа       | [ 54 ]        |
| BAFTA                                                    | 12 февраля 2017         | «Лучший анимационный фильм»                                                       | Байрон Ховард и Рич Мур | Номинация    | [ 55 ] [ 56 ] |
| «Грэмми»                                                 | 12 февраля 2017         | «Лучшая песня, написанная для визуальных медиа»                                   | Сиа и Stargate (за песню «Try Everything») | Номинация    | [ 57 ]        |
| Black Reel Awards                                        | 16 февраля 2017         | «Лучшее озвучивание»                                                              | Идрис Эльба | Номинация    | [ 58 ]        |
| Награды Общества киноакустики                            | 18 февраля 2017         | «Выдающиеся достижения в области микширования звука для анимационного фильма»     | Скотт Кертис, Дэвид Э. Флюр, Габриэль Гай, Джоэл Иватаки и Пол Макграт                                                                                                   | Номинация    | [ 59 ]        |
| Motion Picture Sound Editors                             | 19 февраля 2017         | «Особенность английского языка: Диалог / ADR»                                     | Джереми Боукер, Ронни Браун, Стивен М. Дэвис, Кристофер Флик, Эрл Гаффари, Ли Гилмор, Дэн Лори, Уиллард Оверстрит, Джон Рош, Эддисон Тиг, Дэниел Уолдман и Джек Уиттакер | Номинация    | [ 60 ]        |
| «Спутник»                                                | 19 февраля 2017         | «Лучший анимационный фильм»                                                       | «Зверополис» | Номинация    | [ 39 ]        |
| Премия Международной ассоциации киномузыкальных критиков | 23 февраля 2017         | «Лучшая оригинальная музыка для анимационного фильма»                             | Майкл Джаккино | Номинация    | [ 61 ]        |
| «Оскар»                                                  | 26 февраля 2017         | «Лучший анимационный полнометражный фильм»                                        | Байрон Ховард, Рич Мур и Кларк Спенсер | Победа       | [ 62 ]        |
| Премия Японской киноакадемии                             | 3 марта 2017            | «Выдающийся фильм на иностранном языке»                                           | «Зверополис» | Номинация    | [ 63 ]        |
| Kids’ Choice Awards                                      | 11 марта 2017           | «Любимый анимационный фильм»                                                      | «Зверополис» | Номинация    | [ 64 ]        |
| Kids’ Choice Awards                                      | 11 марта 2017           | «Любимые заклятые враги»                                                          | Джейсон Бейтман и Джиннифер Гудвин | Победа       | [ 64 ]        |
| Награда Американской ассоциации писателей-фантастов      | 20 мая 2017             | Премия Рэя Брэдбери                                                               | Джаред Буш, Фил Джонстон и Байрон Ховард | Номинация    | [ 65 ]        |
| «Сатурн»                                                 | 28 июня 2017            | «Лучший анимационный фильм»                                                       | «Зверополис» | Номинация    | [ 66 ] [ 67 ] |

## Комментарии
1. ↑  В разных регионах мультфильм также известен под названиями «Зверотро́полис» (англ. Zootropolis) и «Зверома́ния» (англ. Zoomania)[1][2].
2. ↑  Даты вручения наград и проставления номинаций указаны в хронологическом порядке.
3. 1 2  В паре с Аулии Кравальо за мультфильм «Моана» (2016)
4. ↑  Эта премия не имеет одного победителя, а присуждается нескольким фильмам.